# Bluebird-Proteus CN7
La Bluebird-Proteus CN7 è una vettura da record realizzata su commissione di Donald Campbell nel 1962.

## Sviluppo
La costruzione del mezzo fu voluta da Donald Campbell (figlio di Malcom Campbell) per tentare di battere il record di velocità massima su terra.

## Tecnica
La vettura venne costruita dalla Norris Brothers di Burgess Hill. Non era dotata di telaio e come propulsore impiegava una turbina derivata da un Bristol Britannia che erogava la potenza di 4100 cv. Tale motore veniva gestito da due cambi forniti dalla Devid Brown ad unica marcia e sforniti di frizione e differenziale. Le sospensioni erano indipendenti con ammortizzatori oleopneumatici, mentre i freni a disco erano azionati ad aria compressa. Gli pneumatici erano realizzati dalla Dunlop ed erano progettati per resistere fino alla velocità di 764 km/h. 

## Record
Dopo un iniziale tentativo andato a finire male, nel 1964 Campbell ottenne il record di 648,728 km/h presso il lago Eyre in Australia.